# Hala widowiskowo-sportowa w Tychach

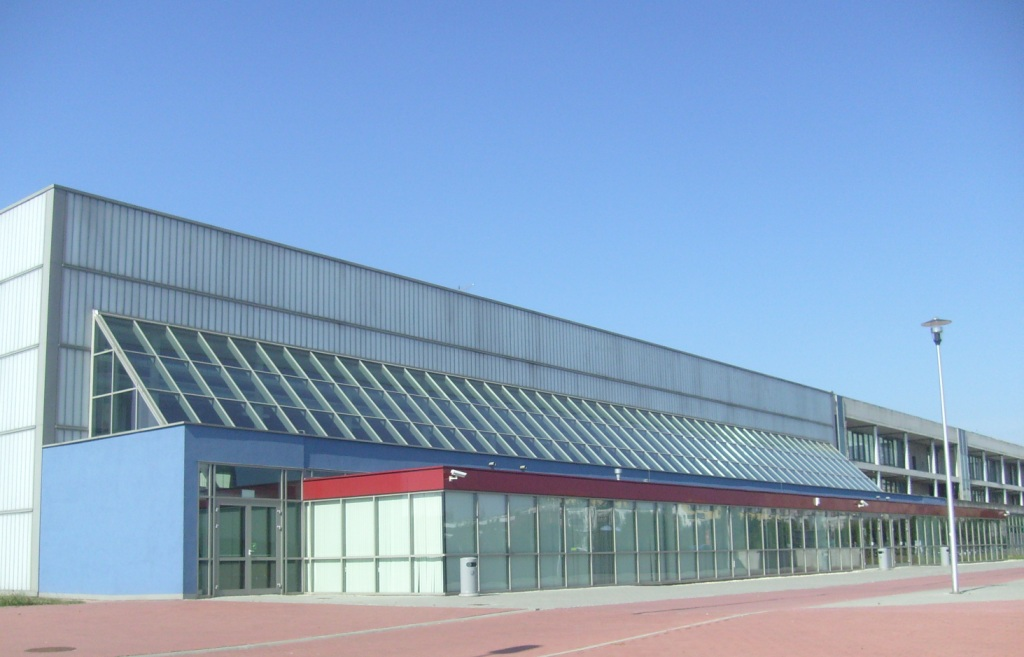
Hala al. Piłsudskiego

Hala Sportowa w Tychach – hala, na której swoje mecze rozgrywa futsalowa i koszykarska drużyna GKS Tychy oraz siatkarska TKS Nascon Kopex Tychy. Właścicielem obiektu, który jest położony w centrum miasta jest Miasto Tychy, a zarządzany jest przez Miejski Ośrodek Sportu i Rekreacji.

## Historia
Budowa nowej hali widowisko-sportowej rozpoczęła się pod koniec 2005 roku. Zakończenie budowy miało miejsce w 2008 roku, a cała inwestycja pochłonęła 31 mln złotych, z czego 6,25 mln złotych pochodziło z Ministerstwa Sportu. Inauguracja hali, która przyciągnęła komplet publiczności, odbyła się 25 maja 2008 roku. Tyscy kibice mogli zobaczyć mecz koszykówki pomiędzy zespołem z USA - Athletes in Action a reprezentacją Polski U-20.

## Informacje
Widownia, która pomieści 1250 widzów otacza parkiet z czterech stron, a do każdego sektora prowadzi osobne wejście. W hali, która jest w pełni klimatyzowana, oprócz ośmiu szatni znajduje się siłownia, sauna, gabinet odnowy biologicznej oraz salka gimnastyczna. Dla niepełnosprawnych kibiców przygotowano schodołaz, specjalne miejsca na widowni oraz toalety. Przy hali znajduje się parking na 230 samochodów i trzy autobusy.
Dojechać na hale można kilkoma autobusami i trolejbusami na przystanek:
- Tychy Hala Sportowa: A, C, F, M10, 36, 128, 256, 268, 531;

## Dane podstawowe
- Nazwa hali: Hala widowiskowo-sportowa
- Adres: al. Piłsudskiego 20, 43-100 Tychy
- Pojemność: 1250
- Wymiary boiska: 44/22 metry